# وونگ کیم پو
وونگ کیم پو (انگلیسی: Wong Kim Poh; ۱۲ فوریهٔ ۱۹۳۴ – ۲۹ اکتبر ۲۰۱۳) بازیکن بسکتبال اهل سنگاپور بود. وی در بازی‌های المپیک تابستانی ۱۹۵۶ شرکت کرده‌است.